# 마리 비그만

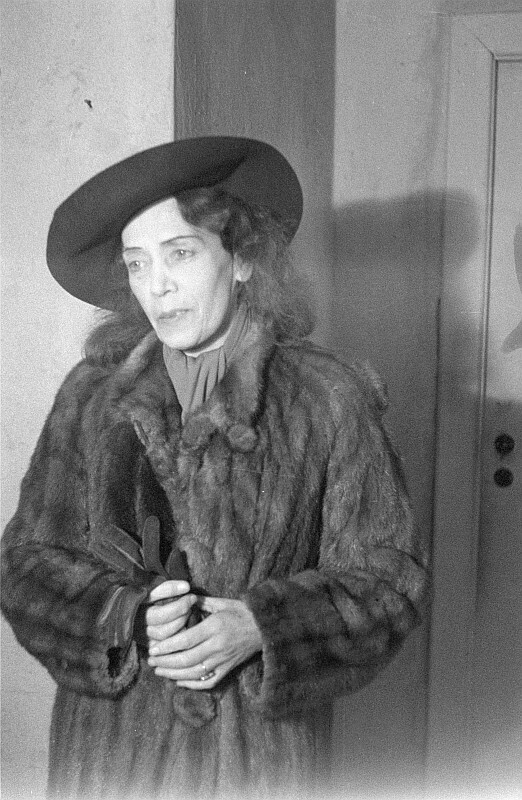
마리 비그만 (1946년)

마리 비그만(Mary Wigman, 1886년 11월 13일 ~ 1973년 9월 18일)은 라반의 이론을 실천에 옮기고 더욱이 독자적인 무용 이념을 확립함으로써 그 이상(理想)을 실현시킨 독일 신무용계의 최고봉이다.
그녀는 하노버 태생인데 소녀 시절에 암스테르담에서 에밀 달크로즈의 <무도(舞蹈)에의 권유>를 본 것이 계기가 되어, 그 후 헬레라우에 있는 달크로즈의 학교에 입학했다. 그러나 그녀가 이 학교에서 모든 과정을 끝마쳤을 때는 그 음악 편중(偏重)의 리듬 이론에 심각한 의문을 품고, 1913년에 라반의 문하생이 되었다. 그 해에, 비그만은 처음으로 뮌헨에 있는 라반의 학교에서 완전히 그녀 독자적인 표현에 의한 무음악 무용 <무녀(巫女)의 춤>을 추어 새로운 여성 무용가로서의 존재를 인정받았다.
그러나 이듬해인 1914년에는 제1차 세계대전이 일어나서 한동안 무대에서 떠나지 않을 수 없었다. 그동안 그녀는 자라투스트라의 시를 무용화(舞踊化)한 <죽음의 무용>(1916)의 최초의 스케치 등을 발표하고 1918년에는 라반에게서 독립했다. 그 해에 그녀는 최초의 집단무용 <인생의 일곱 무용>을 창작하고, 이어서 드레스덴에서 무용학교를 설립했다.

## 비그만의 예술
비그만의 예술이 세상의 주목을 끌고 순조롭게 발전하기 시작한 것은 거의 1923년 이후부터였다. 그때까지의 그녀는 예컨대 1919년부터 20년에 걸쳐서는 독일 각처에서 순회 공연을 했으나, 악평과 조소밖에 받지 못했던 시기도 있었다. 그 후 그녀의 초기 걸작이라는 <동양풍의 4개 무용>을 드레스덴에서 발표하여 겨우 그 예술을 인정받았던 것이다. 비그만의 무용을 한마디로 말하면 내적 경험과 그 강렬한 표현이라고 하겠으며, 형식적이기보다도 정신적이며 내성적(內省的)인 표현주의이다. 그리고 그것은 종래의 미적관념에 의한 유려함이라든가 우아함 등등, 모든 미의 이상적인 것을 주요한 명제로 삼는 고전 발레와는 완전히 대립했으며, 인생의 모든 추잡스런 것도 새로운 각도에서 다시 보고 반드시 기쁨만이 아니라 슬픔이나 고통, 두려움이나 전율까지도 무용예술의 영역 안으로 도입되었던 것이다.

## 무음악 무용

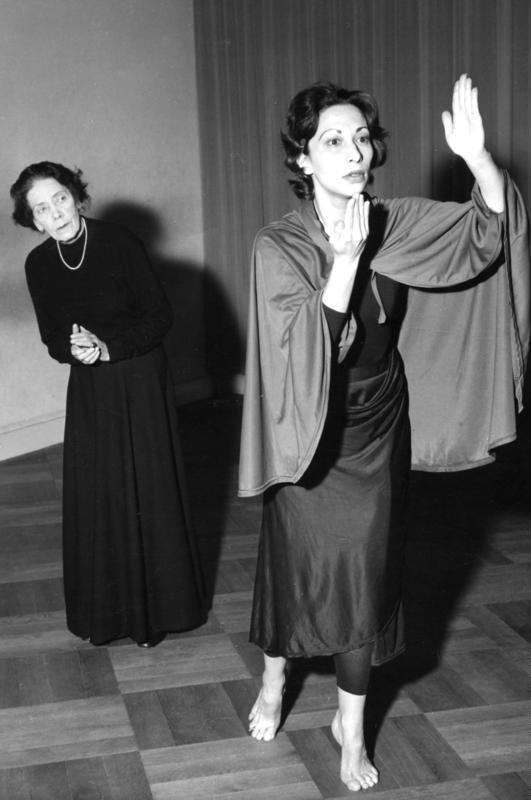
마리 비그만 (왼쪽, 1959년)

비그만이 던진 가장 큰 문제의 하나에 음악과 무용간의 관계가 있다. 무용이 음악에 종속하는 입장에서부터 해방되고자 하는 시도는 종래에도 없었던 것은 아니었지만, 그것은 그녀에 의하여 무음악 무용(無音樂舞踊)이라는 이상(理想) 실현에 의해서 달성되었다. 비그만은 우선 기성 음악을 버리고 타악기만이라든가 단순한 피아노 연주에 의한 무용을 창작했다. 1930년에 상연된 <묘표(墓標)>는 그의 한 예로서, 타악기만으로서의 오케스트라를 음악으로 삼았다. 이윽고 그녀는 무용을 창작하고 난 다음에 작곡을 시키는 새로운 순서도 배척하고서 무용과 음악을 동시에 창작하는 방법을 선택했다. 그리고 그것을 더욱더 발전시킨 것이 무음악 무용의 실현이다. 이것으로 그녀는 종래의 종합예술로서의 무용을 가능한 한 순수무용의 영역으로까지 높였던 것이다.

## 같이 보기
- 이사도라 덩컨